# Eminia lepida
La eminia (Eminia lepida) es una especie de ave paseriforme de la familia Cisticolidae endémica de la región de los Grandes Lagos de África. Es la única especie del género Eminia.

## Distribución y hábitat
La eminia se encuentra en la zona norte de la región de los grandes lagos, distribuido por Burundi, el este de la República Democrática del Congo, Kenia, Ruanda, Sudán del Sur, Tanzania y Uganda.
Su hábitat natural son las zonas de matorral tropical húmedo.